# El Mochique
El Mochique är en ort i Mexiko.   Den ligger i kommunen Choix och delstaten Sinaloa, i den nordvästra delen av landet, 1 200 km nordväst om huvudstaden Mexico City. El Mochique ligger 283 meter över havet och antalet invånare är 215.
Terrängen runt El Mochique är platt åt nordväst, men åt sydost är den kuperad. Terrängen runt El Mochique sluttar norrut. Runt El Mochique är det mycket glesbefolkat, med 7 invånare per kvadratkilometer. Närmaste större samhälle är Choix, 2,7 km öster om El Mochique. I omgivningarna runt El Mochique växer huvudsakligen savannskog.